# 李淳也
李 淳也（り じゅんや、1993年12月27日 - ）は、ジャパンラグビーリーグワン日野レッドドルフィンズに所属するラグビー選手。

## プロフィール
- 大阪府出身[1]。
- ポジションはフランカー(FL)。
- 身長 175 cm、体重 87 kg
- 誰よりも根性がある。
- 鉄砲玉のような激しいタックルを得意とする。
- ニックネームは、じゅんや、じゅんちゃん、りーくん

## 略歴
2012年、常翔啓光学園高校卒業後、天理大学に入学。
2015年、天理大学ラグビー部のウェイトリーダーに就任した。
2016年、天理大学卒業後、日野自動車レッドドルフィンズ(現・日野レッドドルフィンズ)に加入。同年10月9日に行われたトップイーストリーグのセコムラガッツ戦に先発出場で公式戦初出場を果たす。